# Europejskie Igrzyska Halowe w Lekkoatletyce 1969 – bieg na 400 m mężczyzn
Bieg na 400 metrów mężczyzn – jedna z konkurencji biegowych rozgrywanych podczas lekkoatletycznych europejskich igrzysk halowych w hali Palac Lodowy w Belgradzie. Eliminacje i bieg finałowy zostały rozegrane 9 marca 1969. Zwyciężył reprezentant Polski Jan Balachowski. Tytułu z poprzednich igrzysk nie bronił Andrzej Badeński z Polski.

## Rezultaty

### Eliminacje
Rozegrano 3 biegi eliminacyjne, do których przystąpiło 11 biegaczy. Awans do finału dawało zwycięstwo w swoim biegu (Q). Skład finału uzupełnił zawodnik z najlepszym czasem wśród przegranych (q).
Opracowano na podstawie materiału źródłowego.
Bieg 1
| Miejsce | Zawodnik               | Czas | Uwagi |
| ------- | ---------------------- | ---- | ----- |
| 1       | Jan Werner             | 47,6 | Q     |
| 2       | Aleksandr Bratczikow   | 47,9 |       |
| 3       | Willy Vandenwyngaerden | 48,1 |       |
| 4       | Peter Bernreuther      | 48,2 |       |

Bieg 2
| Miejsce | Zawodnik        | Czas | Uwagi |
| ------- | --------------- | ---- | ----- |
| 1       | Jan Balachowski | 47,2 | Q     |
| 2       | Colin Campbell  | 47,4 | q     |
| 3       | René Salm       | 48,0 |       |
| 4       | Tore Nilsson    | 48,0 |       |

Bieg 3
| Miejsce | Zawodnik       | Czas | Uwagi |
| ------- | -------------- | ---- | ----- |
| 1       | Jurij Zorin    | 47,9 | Q     |
| 2       | Stjepan Kremer | 48,7 |       |
| –       | Philippe Clerc | DQ   |       |

### Finał
Opracowano na podstawie materiału źródłowego.
| Miejsce | Zawodnik        | Czas |
| ------- | --------------- | ---- |
| 1       | Jan Balachowski | 47,3 |
| 2       | Jan Werner      | 47,4 |
| 3       | Jurij Zorin     | 47,4 |
| 4       | Colin Campbell  | 47,8 |